# Frederiksberg

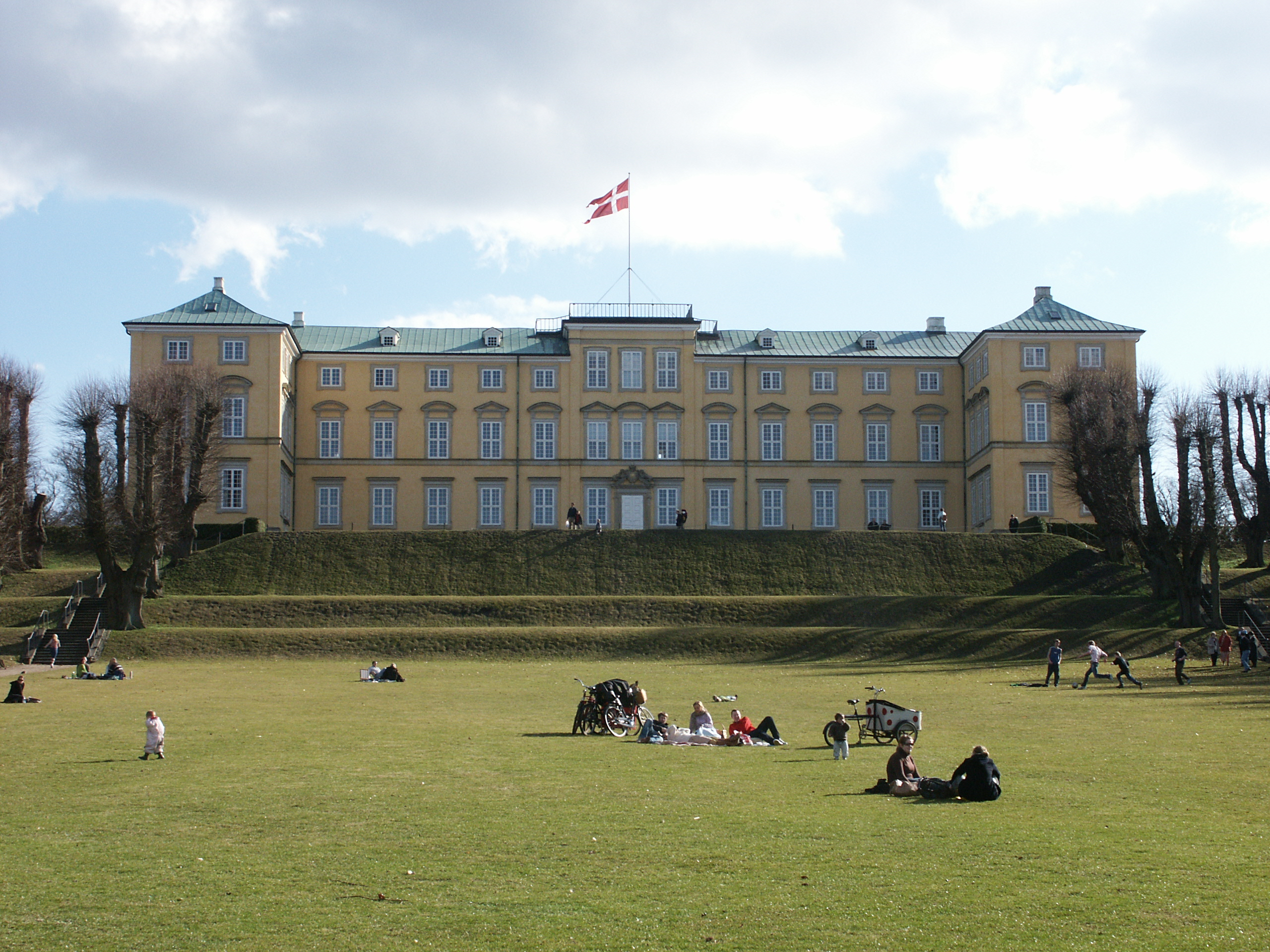
Pałac Frederiksberg

Frederiksberg – miasto i gmina w Regionie Stołecznym w Danii.
Frederiksberg ma prawa miejskie, własne władze, ratusz itp. Leży wewnątrz granic miejskich Kopenhagi jako enklawa. Frederiksberg zamieszkuje 104 664 mieszkańców (2023). W mieście znajduje się pięć teatrów, dwadzieścia pięć kościołów, trzy duże parki, ogród zoologiczny oraz kilka wyższych szkół, m.in. Copenhagen Business School (CBS) i Królewska Akademia Weterynaryjno-Rolnicza (KVL). Wcześniej miasto nazywało się Ny Amager, jednak na początku XVIII wieku swoją rezydencję zbudował tu Fryderyk IV i na jego cześć miasto zmieniło nazwę na Frederiksberg.
W mieście znajduje się stacja metra.

## Demografia
- Wykres liczby ludności Frederiksberga na przestrzeni ostatnich 240 lat

źródło: Duński Urząd Statystyczny

## Miasta partnerskie
- Tartu, Estonia
- gmina Uppsala, Szwecja[2]
- Bærum, Norwegia
- Hämeenlinna, Finlandia
- Hafnarfjörður, Islandia